# 國立嘉義大學管理學院
國立嘉義大學管理學院，簡稱嘉大管理學院，是位於國立嘉義大學新民校區的學院，2000年，國立嘉義大學成立時，設立管理學院。2006年，從蘭潭校區遷入新民校區。

## 學院簡史
2000年2月1日，與國立嘉義師範學院合併成「國立嘉義大學」，正式由企業管理學系、應用經濟學系、事業經營學系等3學系，及管理研究所碩士班組成「國立嘉義大學管理學院」。2001年8月，增設行銷與流通管理研究所碩士班、管理研究所碩士在職專班，事業經營學系更名為生物事業管理學系。2002年8月，增設休閒事業管理研究所碩士班。2003年8月，增設資訊管理學系、管理研究所博士班、管理研究所碩士在職專班調整為管理學院碩士在職專班。2004年8月，增設資訊管理學系碩士班。2005年8月，管理研究所博士班分為「一般管理組」及「休閒事業管理組」兩組招生、休閒事業管理研究所碩士班分為「商業休閒組」及「遊憩資源管理組」兩組招生。
2006年8月，增設應用經濟學系碩士班、生物事業管理學系碩士班。2008年8月，增設休閒事業管理研究所博士班、財務金融學系。2009年8月，休閒事業管理研究所更名為觀光休閒管理研究所。2010年8月，增設管理學院學士學位學程，行銷與流通管理研究所與原理工學院運輸與物流工程研究所整併更名為行銷與運籌研究所。2011年8月，增設外籍生全英文授課觀光暨管理碩士學位學程。2012年8月，行銷與運籌研究所與管理學院學士學位學程整併更名為行銷與運籌學系暨研究所。2014年8月，行銷與運籌學系運籌組併入企業管理學系。2015年8月，觀光休閒管理研究所與行銷與運籌學系整併更名為行銷與觀光管理學系。2018年8月，停招應用經濟學系碩士班。2019年8月，增設財務金融學系碩士班。2022年8月，生物事業管理學系更名為科技管理學系。

## 歷任院長
資料來源：
| 任別 | 姓名       | 任期                          | 備註           |
| ---- | ---------- | ----------------------------- | -------------- |
| 1    | 周逸衡教授 | 2000年2月1日--2003年7月31日   | 創院首任       |
| 2    | 吳秉思教授 | 2003年8月1日--2004年1月31日   |                |
| 代理 | 蔡渭水教授 | 2004年2月1日-2004年7月31日    |                |
| 3    | 黃柏農教授 | 2004年8月1日-2006年7月31日    |                |
| 4    | 蔡渭水教授 | 2006年8月1日--2009年7月31日   |                |
| 代理 | 劉豐榮教授 | 2009年8月1日--2010年1月31日   | 行政副校長代理 |
| 5    | 黃宗成教授 | 2010年8月1日-- 2015年1月31日  |                |
| 代理 | 艾群教授   | 2015年2月1日-- 2015年4月30日  | 學術副校長代理 |
| 代理 | 李鴻文教授 | 2015年5月1日-- 2015年7月31日  |                |
| 6    | 李鴻文教授 | 2015年8月1日-- 2021年7月31日  |                |
| 代理 | 黃光亮教授 | 2021年8月1日-- 2021年10月14日 |                |
| 7    | 吳泓怡教授 | 2021年10月15日-- 現任         |                |

## 系所單位
| 管理學院                         |
| 系所名稱                         |
| 企業管理學系暨研究所             |
| 財務金融學系暨研究所             |
| 應用經濟學系                     |
| 生物事業管理學系暨研究所         |
| 資訊管理學系暨研究所             |
| 行銷與觀光管理學系暨研究所       |
| 全英文授課觀光暨管理碩士學位學程 |
| 管院碩士在職專班                 |

## 外部連結
- 國立嘉義大學管理學院 （页面存档备份，存于）
- 國立嘉義大學（页面存档备份，存于） （繁體中文）（英文）